# Challenger de San Marino 2021
El torneo Internazionali di Tennis San Marino Open 2021 fue un torneo profesional de tenis. Perteneció al ATP Challenger Tour 2021. Se disputó en su 28.ª edición sobre superficie tierra batida, en San Marino, San Marino entre el 09 al el 15 de agosto de 2021.

## Jugadores participantes del cuadro de individuales
| Favorito | País                 | Jugador                 | Rank1 | Posición en el torneo |
| -------- | -------------------- | ----------------------- | ----- | --------------------- |
| 1        | Bandera de Italia    | Marco Cecchinato        | 84    | Semifinales           |
| 2        | Bandera de Francia   | Gilles Simon            | 102   | Segunda ronda         |
| 3        | Bandera de Italia    | Salvatore Caruso        | 111   | Segunda ronda         |
| 4        | Bandera de Bolivia   | Hugo Dellien            | 139   | Semifinales           |
| 5        | Bandera de Italia    | Federico Gaio           | 147   | Primera ronda         |
| 6        | Bandera de Argentina | Tomás Martín Etcheverry | 156   | Baja                  |
| 7        | Bandera de Argentina | Sebastián Báez          | 156   | Primera ronda         |
| 8        | Bandera de Eslovenia | Blaž Rola               | 173   | Segunda ronda         |

- 1 Se ha tomado en cuenta el ranking del 2 de agosto de 2021.

### Otros participantes
Los siguientes jugadores recibieron una invitación (wild card), por lo tanto ingresan directamente al cuadro principal (WC):
- Marco De Rossi
- Raúl Brancaccio
- Luca Nardi

Los siguientes jugadores ingresan al cuadro principal tras disputar el cuadro clasificatorio (Q):
- Francesco Forti
- Orlando Luz
- Manuel Mazza
- Julian Ocleppo

## Campeones

### Individual Masculino
- Holger Rune derrotó en la final a  Orlando Luz, 1–6, 6–2, 6–3

### Dobles Masculino
- Zdeněk Kolář /  Luis David Martínez derrotaron en la final a  Rafael Matos /  João Menezes, 1–6, 6–3, [10–3]